# Провінції Японії
Провінції Японії (яп. 令制国, рьосей-коку, «країни системи ріцурьо»; 旧国名, кю-кокумей, «колишні назви країн») — історичні адміністративні одиниці Японії до впровадження префектур у 1870-х роках. У західній історіографії традиційно перекладаються як провінції.

## Історія
Більшість японських провінцій були утворені центральним японським урядом у 7-8 століттях, у результаті адміністративних реформ націлених на перетворення Ямато у централізовану державу китайського зразка. Новий адміністративний поділ дав змогу послабити відцентрові тенденції в країні, які підживлювалися спогадами місцевої знаті про різноманітні племінні протодержавні утворення Японського архіпелагу 4-6 століть. Кожна провінція була базовою одиницею військової системи і оподаткування.
Наприкінці періоду Хей'ан (794—1185) у зв'язку із ростом приватного землеволодіння поділ Японії на провінції перетворився на номінальний. Межі економічних і військових одиниць визначалися кордонами володінь знаті та вельмож. Такий стан справ закріпився у період Муроматі (1338—1573).
У період Едо (1603—1867) провінції залишалися номінальними адміністративними одиницями, що було затверджено у японському законодавстві. Однак реально Японія була поділена на рад дрібних володінь хан, які контролювали васали сьоґунату Токуґава.
Після реставрації Мейдзі (1868) провінції перестали грати роль адміністративних одиниць через зміну законодавства. Новими одиницями стали дрібні володіння хани, які 1871 року були перетворені на 304 префектур. У результаті додаткових реформ у 1881—1885 роках кількість префектур була скорочена до 45, а згодом збільшена до 47, у зв'язку з приєднанням Хоккайдо і Окінави.
Хоча історичні провінції перестали бути адміністративними одиницями Японії, їх назви часто використовуються у японському сьогоденні для позначення сучасних префектур, зокрема у літературі, телебаченні, назвах фірм і виробів.

## Адміністративний поділ
Кожна провінція (国, куні, коку; 州, сю), що поділялась на одиниці нижчого рівня — повіти (郡, корі, ґун), була складовою найбільших адміністративних утворень — країв (道, до). Винятки становили 5 пристоличних провінцій, які входили до складу так званого «столичного регіону» (畿内, кінай).

## Провінції за регіонами

Кінай
Східноморський край (Токай)
Східногірський край (Тосан)
Північноземний край (Хокуріку)
Темногірський край (Сан'їн)
Світлогірський край (Санйо)
Південноморський край (Нанкай)
Західноморський край (Сайкай)

| Край             | Провінція    | Сучасна префектура  | Період існування |
| ---------------- | ------------ | ------------------- | ---------------- |
| Кінай            | Ідзумі       | Префектура Осака    |                  |
|                  | Каваті       | Префектура Осака    |                  |
|                  | Сеццу        | Префектура Осака    |                  |
|                  | Ямасіро      | Префектура Кіото    |                  |
|                  | Ямато        | Префектура Нара     |                  |
| Східноморський   | Ава (Канто)  | Префектура Тіба     |                  |
|                  | Іґа          | Префектура Міе      |                  |
|                  | Ідзу         | Префектура Сідзуока |                  |
|                  | Ісе          | Префектура Міе      |                  |
|                  | Кадзуса      | Префектура Тіба     |                  |
|                  | Кай          | Префектура Яманасі  |                  |
|                  | Мікава       | Префектура Аіті     |                  |
|                  | Мусасі       | Префектура Токіо    |                  |
|                  | Оварі        | Префектура Аіті     |                  |
|                  | Саґамі       | Префектура Канаґава |                  |
|                  | Сіма         | Префектура Міе      |                  |
|                  | Сімоса       | Префектура Тіба     |                  |
|                  | Суруґа       | Префектура Сідзуока |                  |
|                  | Тотомі       | Префектура Сідзуока |                  |
|                  | Хітаті       | Префектура Ібаракі  |                  |
| Східногірський   | Дева         | Префектура Ямаґата  |                  |
|                  | Кодзуке      | Префектура Ґунма    |                  |
|                  | Міно         | Префектура Ґіфу     |                  |
|                  | Муцу         | Префектура Міяґі    |                  |
|                  | Омі          | Префектура Сіґа     |                  |
|                  | Сімоцуке     | Префектура Тотіґі   |                  |
|                  | Сінано       | Префектура Наґано   |                  |
|                  | Хіда         | Префектура Ґіфу     |                  |
| Північноземний   | Вакаса       | Префектура Фукуй    |                  |
|                  | Етідзен      | Префектура Фукуй    |                  |
|                  | Етіґо        | Префектура Ніїґата  |                  |
|                  | Еттю         | Префектура Тояма    |                  |
|                  | Каґа         | Префектура Ісікава  |                  |
|                  | Ното         | Префектура Ісікава  |                  |
|                  | Садо         | Префектура Ніїґата  |                  |
| Темногірський    | Івамі        | Префектура Сімане   |                  |
|                  | Ідзумо       | Префектура Сімане   |                  |
|                  | Інаба        | Префектура Тотторі  |                  |
|                  | Тадзіма      | Префектура Хьоґо    |                  |
|                  | Тамба        | Префектура Кіото    |                  |
|                  | Танґо        | Префектура Кіото    |                  |
|                  | Хокі         | Префектура Тотторі  |                  |
|                  | Окі          | Префектура Сімане   |                  |
| Світлогірський   | Акі          | Префектура Хіросіма |                  |
|                  | Бідзен       | Префектура Окаяма   |                  |
|                  | Бінґо        | Префектура Хіросіма |                  |
|                  | Біттю        | Префектура Окаяма   |                  |
|                  | Мімасака     | Префектура Окаяма   |                  |
|                  | Наґато       | Префектура Ямаґуті  |                  |
|                  | Суо          | Префектура Ямаґуті  |                  |
|                  | Харіма       | Префектура Хьоґо    |                  |
| Південноморський | Ава (Сікоку) | Префектура Токусіма |                  |
|                  | Авадзі       | Префектура Хьоґо    |                  |
|                  | Ійо          | Префектура Ехіме    |                  |
|                  | Кії          | Префектура Вакаяма  |                  |
|                  | Санукі       | Префектура Каґава   |                  |
|                  | Тоса         | Префектура Коті     |                  |
| Західноморський  | Будзен       | Префектура Фукуока  |                  |
|                  | Бунґо        | Префектура Ойта     |                  |
|                  | Ікі          | Префектура Наґасакі |                  |
|                  | Осумі        | Префектура Каґосіма |                  |
|                  | Сацума       | Префектура Каґосіма |                  |
|                  | Тікуґо       | Префектура Фукуока  |                  |
|                  | Тікудзен     | Префектура Фукуока  |                  |
|                  | Хіґо         | Префектура Кумамото |                  |
|                  | Хідзен       | Префектура Саґа     |                  |
|                  | Хюґа         | Префектура Міядзакі |                  |
|                  | Цусіма       | Префектура Наґасакі |                  |